# L. B. Abbott
L. B. Abbott, nome completo Lenwood Ballard Abbott (Pasadena, 13 giugno 1908 – Los Angeles, 28 settembre 1985), è stato un artista ed effettista statunitense.

## Biografia
Noto soprattutto come L. B. Abbott, entra nel mondo del cinema a 18 anni come operatore di macchina. Poco dopo essersi laureato alla Hollywood High School entra nella squadra degli effetti speciali del film Gloria nel 1926. Diventa direttore della fotografia nel 1943. Nel 1957 diventa il capo del dipartimento degli effetti speciali alla 20th Century Fox sotto la supervisione di Fred Sersen, carica che mantenne fino al pensionamento nel 1970. Fu richiamato dalla pensione, però, per lavorare sulla serie televisiva M*A*S*H nel 1972 per aver lavorato sul film su cui si basa la serie. Abbott è stato anche membro della American Society of Cinematographers.

## Filmografia
- La donna dai tre volti (1957)
- Duello nell'Atlantico (1957)
- I peccatori di Peyton (1957)
- La lunga estate calda (1958)
- Le radici del cielo (1958)
- South Pacific (1958)
- L'esperimento del dottor K. (1958)
- I giovani leoni (1958)
- Il diario di Anna Frank (1959)
- Viaggio al centro della Terra (1959)
- Dalla terrazza (1960)
- Mondo perduto (1960)
- Pugni, pupe e pepite (1960)
- Viaggio in fondo al mare (1961)
- Cleopatra (1963)
- Il tormento e l'estasi (1965)
- Tutti insieme appassionatamente (1965)
- Viaggio allucinante (1966)
- Il nostro agente Flint (1966)
- Il favoloso dottor Dolittle (1967)
- La valle delle bambole (1967)
- Inchiesta pericolosa (1968)
- Il pianeta delle scimmie (1968)
- Butch Cassidy (1969)
- Hello, Dolly! (1969)
- Patton, generale d'acciaio (1970)
- Tora! Tora! Tora! (1970)
- L'avventura del Poseidon (1972)
- L'inferno di cristallo (1974)
- La fuga di Logan (1976)
- Swarm (1978)
- Ormai non c'è più scampo (1980)

## Riconoscimenti
L'anno si riferisce all'anno della cerimonia di premiazione.
- 1960
  - Nomination Oscar ai migliori effetti speciali insieme a James B. Gordon e Carl Faulkner per Viaggio al centro della Terra (Journey to the Center of the Earth)
- 1968
  - Oscar ai migliori effetti speciali per Il favoloso dottor Dolittle (Doctor Dolittle)
- 1971
  - Oscar ai migliori effetti speciali insieme a A. D. Flowers per Tora! Tora! Tora!

- 1973
  - Oscar Special Achievement Award (effetti visivi) insieme ad A. D. Flowers per L'avventura del Poseidon (The Poseidon Adventure)
- 1976
  - Saturn Award per i migliori effetti speciali alla carriera
- 1977
  - Oscar Special Achievement Award (effetti visivi) insieme a Glen Robinson e Matthew Yuricich per La fuga di Logan (Logan's Run)